# Martinsville (Ohio)
Martinsville és una població dels Estats Units a l'estat d'Ohio. Segons el cens del 2000 tenia 440 habitants.

## Demografia
Segons el cens del 2000, Martinsville tenia 440 habitants, 160 habitatges, i 127 famílies. La densitat de població era de 386,1 habitants per km².
Dels 160 habitatges en un 33,8% hi vivien nens de menys de 18 anys, en un 59,4% hi vivien parelles casades, en un 11,9% dones solteres, i en un 20,6% no eren unitats familiars. En el 17,5% dels habitatges hi vivien persones soles el 9,4% de les quals corresponia a persones de 65 anys o més que vivien soles. El nombre mitjà de persones vivint en cada habitatge era de 2,75 i el nombre mitjà de persones que vivien en cada família era de 3,06.
Per edats la població es repartia de la següent manera: un 27,5% tenia menys de 18 anys, un 10% entre 18 i 24, un 28,9% entre 25 i 44, un 24,3% de 45 a 60 i un 9,3% 65 anys o més.
L'edat mediana era de 35 anys. Per cada 100 dones de 18 o més anys hi havia 96,9 homes.
La renda mediana per habitatge era de 36.000 $ i la renda mediana per família de 38.750 $. Els homes tenien una renda mediana de 26.406 $ mentre que les dones 20.000 $. La renda per capita de la població era de 13.288 $. Aproximadament el 9,4% de les famílies i el 8,5% de la població estaven per davall del llindar de pobresa.

## Poblacions més properes
El següent diagrama mostra les poblacions més properes.